# Пастухов, Борис Иванович
Борис Иванович Пастухов (англ. Pastoukhoff B.; 1894—1974) — французский и британский художник русского происхождения.

## Биография
Родился 25 июня 1894 года в Киеве, брат художника В. И. Пастухова.
Учился в Киевском художественном училище у А. А. Мурашко, был членом Киевского товарищества художников с 1916 года; участником киевских выставок — группы «Кольцо», Киевского товарищества художников, Товарищества деятелей украинского пластического искусства.
В 1920 году эмигрировал в Королевство сербов, хорватов и словенцев (позже — Югославия). Окончил Академию художеств в Загребе по классу профессора М. Ванка. Провел совместно с братом несколько персональных выставок в Белграде. Участвовал в выставке Объединения русских художников в Королевстве СХС в 1928 году и Большой выставке русского искусства в Белграде в 1930 году. Также выставлялся в Загребе, Любляне, Риме и Париже.
В 1937 году Пастухов поселился в Париже. В 1942 году женился на художнице Юлии Ворсвик, которая была его ученицей. В 1960-е переехал в Лондон. Участвовал в выставках в Лондоне и Нью-Йорке.
Умер 2 февраля 1974 года в Лондоне.
В июне 1991 в лондонской галерее John Denham состоялась выставка «Борис Пастухов и Юлия Ворсвик — Два русских художника работающих в Париже и Лондоне. Выставка произведений из собственных коллекций художников».
Работы художника имеются в музеях Загреба и Белграда.